# Божья коровка, улети на небо
«Божья коровка, улети на небо» (англ. Ladybird, Ladybird) — художественный фильм, снятый режиссёром Кеном Лоучем в 1994 году.

## Сюжет
Многодетная мать ведёт бесконечную и безжалостную борьбу с социальными службами за возможность вернуть своих детей. Лишённая прав опеки после несчастного случая со старшим мальчиком, она продолжает находиться под постоянной угрозой судебного отказа в её материнском праве на детей, родившихся в новом браке.

## В ролях
- Крисси Рок — Мэгги
- Владимир Вега — Хорхе
- Сэнди Лавелл — Мейрид
- Маурицио Венегас — Эдриан
- Рэй Уинстон — Саймон
- Клер Перкинс — Джилл
- Джейсон Стрэйси — Шон
- Люк Браун — Микки

## Награды и номинации
- 1994 — два приза Берлинского кинофестиваля: Приз экуменического жюри (Кен Лоуч), «Серебряный медведь» за лучшую женскую роль (Крисси Рок)[1].
- 1994 — приз за лучшую мужскую роль (Владимир Вега) на кинофестивале в Вальядолиде.
- 1994 — приз за лучшую женскую роль (Крисси Рок) на Чикагском кинофестивале.
- 1995 — номинация на премию «Независимый дух» за лучший иностранный фильм (Кен Лоуч).
- 1995 — Премия Лондонского кружка кинокритиков лучшей британской актрисе года (Крисси Рок).
- 1995 — Премия Святого Георгия лучшей иностранной актрисе (Крисси Рок).